# Hima Douglas
Hima Ikimotu Douglas (també conegut com Himalea I Takelesi) (nascut el 1946 o el 1947) és un locutor, polític i diplomàtic de Niue. És actualment president de l'Assemblea de Niue .
Douglas es va formar a Nova Zelanda i té un grau en comptabilitat. Va treballar com a locutor, consultor de radiodifusió i servidor públic per a la Comissió del Pacífic Sud i pel govern de Niue, i durant molts anys va ser gerent de la Corporació de Radiodifusió de Niue. Va ser elegit membre de l'Assemblea de Niue a les eleccions generals de Niue de 1999, però va dimitir a mig termini per convertir-se en el primer Alt Comissionat de Niue a Nova Zelanda. Després del seu retorn a Niue va ser reelegit en les eleccions de 2005, però no va ser reelegit a les eleccions generals de Niue de juny de 2008.
El juny de 2020, va ser elegit president de l'Assemblea de Niue, en substitució de Togiavalu Pihigia.